# Johann Bunte
Die Johann Bunte Bauunternehmung SE & Co. KG ist ein Bauunternehmen aus Papenburg, welches in fast allen Baugewerken tätig ist.

## Geschichte
1872 gründete Johann Bernhard Bunte (1825–1904) die Unternehmensgruppe Bunte. Es war ein kleiner Betrieb, der sich zunächst der Versorgung von Baustellen und Materialtransporten zuwendete. 1902 erhielt der Betrieb den Auftrag, eine Badeanstalt am Papenburger Deverhaven zu errichten; dies war sein erster Bauauftrag. 1904 übernahm Buntes Sohn Johann Bunte (1872–1939) das Unternehmen und wandelte es in ein regional tätiges Tiefbauunternehmen um. Nach seinem Tod leitete sein Sohn Rudolf Bunte das Unternehmen.
1954 kaufte das Unternehmen den Cutterbagger „Pirat I“ und stieg in die Nassbaggerei ein. Es gelang, das Unternehmen deutschlandweit zu etablieren. 1960 begann das Unternehmen mit dem Autobahnbau. Der Durchbruch gelang mit dem Bau des Bremer Kreuzes und der Mitarbeit am Bau der Hansalinie, einem Abschnitt der A1. Seit dem Tod von Rudolf Bunte (1900–1964) wird das Unternehmen von angestellten Managern geführt. 1971 baute man eine Niederlassung in Kaarst, die später nach Willich verlegt wurde.
1996 begann man damit, Tochtergesellschaften wie die „TBL Transport- und Baustoffhandelsgesellschaft mbH Lüderitz“ zu gründen. Im Jahr 2003 folgten zwei weitere Tochterunternehmen.
In Polen gründete man 2004 eine Auslandsniederlassung und nahm dort 2007 eine mobile Asphaltmischanlage in Betrieb. 2008 erhielt man nach langen Verhandlungen den Zuschlag zum Bau des JadeWeserPorts. 2009 modernisierte Bunte die Asphaltmischwerke Kampe, Papenburg und Emsbüren und konnte den Rekordumsatz von über einer halben Milliarde Euro verbuchen.
Die Kreisstraße 144 des Landkreises Emsland überquert in Papenburg die Teststrecke des Automotive Testing Papenburg. In diesem Bereich wurde sie als Johann-Bunte-Straße gewidmet.
Im Juli 2022 vollzog die Firma Johann Bunte einen Rechtsformwechsel von der GmbH & Co. KG zur SE & Co. KG. Das Unternehmen soll jedoch auch künftig ausschließlich in Familienbesitz bleiben.

## Standorte
Die Hauptverwaltung befindet sich in Papenburg.
Weiterhin verfügt Bunte über Niederlassungen an folgenden Standorten:
- Braak (Niederlassung Verkehrswegebau Hamburg)
- Hamburg (Niederlassung Schlüsselfertigbau Hamburg)
- Aurich (Regionalbüro der Niederlassung Weser-Ems)
- Winsen (Luhe) (Niederlassung Verkehrswegebau Winsen Luhe)
- Leer (Niederlassung Schlüsselfertigbau Weser-Ems)
- Papenburg (Niederlassung Verkehrswegebau Weser-Ems)
- Ahlhorn (Asphalttechnologiezentrum)
- Oranienburg (Niederlassung Verkehrswegebau Berlin)
- Berlin (Niederlassung Schlüsselfertigbau Berlin)
- Hannover (Niederlassung Verkehrswegebau Hannover)
- Spelle (Regionalbüro der Niederlassung Weser-Ems)
- Osnabrück (Niederlassung Verkehrswegebau Osnabrück)
- Ahaus (Niederlassung Ingenieur-, Wasser- und Brückenbau)
- Oberhausen (Niederlassung Schlüsselfertigbau Rhein-Ruhr)
- Essen (Niederlassung Verkehrswegebau Essen)
- Kelsterbach (Niederlassung Verkehrswegebau Frankfurt am Main)
- Nürnberg (Niederlassung Verkehrswegebau Nürnberg)
- Filderstadt (Niederlassung Verkehrswegebau und Schlüsselfertigbau Stuttgart)
- Warschau (Niederlassung Warschau / Bunte Polska Sp. z o.o. ul.)[5]

## Geschäftsbereiche
- Straßenbau
- Asphaltproduktion (NWM Nordwestdeutsche Mischwerke GmbH & Co. KG)
- Erd- und Tiefbau
- Rohrleitungs- und Kabeltiefbau
- Bahnbau
- Lärmschutz
- Logistik (JOHANN BUNTE-Logistik GmbH)
- Verkehrstechnik (R1 Verkehrstechnik GmbH)
- Schlüsselfertigbau
- Public Private Partnership
- Projektentwicklung
- Ingenieurbau
- Wasserbau
- Brückenbau
- TGA-Planung (BWE Ingenieurgesellschaft mbH)[6]

## Besondere Bauprojekte
1960 stieg Bunte mit dem Bau des Bremer Kreuzes in den Autobahnbau ein. 1965 war Bunte am Ausbau des Nord-Ostsee-Kanals beteiligt.
Zwischen 1995 und 1997 wurde in 13 Monaten Bauzeit der Motopark Oschersleben als Generalunternehmen errichtet.
Im Jahr 2007 erhielt Bunte als Teil einer Bietergemeinschaft nach einem Rechtsstreit den Auftrag zum Bau des Tiefwasserhafens JadeWeserPort in Wilhelmshaven mit einem Auftragsvolumen von ca. 480 Mio. Euro.
Im Jahr 2009 war Bunte an einem Konsortium beteiligt, dass den Auftrag zum 6-streifigen Ausbau der A1 zwischen Hamburg und Bremen erhielt. Bei dem Projekt mit einem Investitionsvolumen von 650 Mio. Euro handelte es sich um das bis dato größte in Deutschland realisierte öffentlich-private Partnerschaftsprojekt (ÖPP bzw. PPP), das neben dem Ausbau auch die Instandhaltung und den Betrieb der Autobahn über 30 Jahre beinhaltete.
Im Februar 2020 erhielt Bunte gemeinsam mit einem Partner den Zuschlag für den Ausbau der A3 zwischen den Autobahnkreuzen Biebelried und Fürth/Erlangen mit einem Bauvolumen von 1,5 Mrd. Euro. Bei dem Projekt handelte es sich ebenfalls um ein ÖPP-Projekt, welches die Instandhaltung und den Betrieb über 30 Jahre beinhaltete, wodurch der gesamte Kostenumfang bei rund 2,8 Mrd. Euro liegt.